# Бањи (Алесандрија)
Бањи (итал. Bagni) је насеље у Италији у округу Алесандрија, региону Пијемонт.
Према процени из 2011. у насељу је живело 344 становника. Насеље се налази на надморској висини од 154 м.